# イアン・ボスウェル
イアン・ボズウェル（Ian Boswell、1991年2月7日 - ）は、アメリカ合衆国、ベンド (オレゴン州)出身の自転車競技（ロードレース）選手。

## 来歴
2009年、ジュニア選手として各国のレースを回る。
2010年、アメリカのUCIコンチネンタルチーム、ビッセルプロサイクリングに加入しプロのレースを走る傍らU23ネイション図カップを転戦。
- ツアー・オブ・ユタ 総合3位

2011年、ランス・アームストロングが立ち上げたチーム・レディオシャックのU23下部組織チーム、トレック・リブストロング プレゼンテッド バイ レディオシャックに移籍。
2012年、8月31日からアルゴス・シマノとスタジエール契約。
- リエージュ〜バストーニュ〜リエージュエスポワール 2位
- ツアー・オブ・ユタ 総合5位
- ツール・ド・ラブニール 総合5位

2013年、イギリスのUCIプロチーム、チームスカイに移籍。
- オーストリア一周 総合15位

2014年
- ルート・デュ・スュド 総合9位

2015年
- ツアー・オブ・カリフォルニア 総合7位
- ツール・ド・ランカウイ 総合10位
- ブエルタ・ア・エスパーニャ 第11ステージ3位
- ツール・ド・フランスさいたまクリテリウム 来日

### 2016年
- ジロ・デ・イタリア 総合71位
- ブエルタ・ア・エスパーニャ 総合80位